# Hamdorf
Hamdorf är en kommun och ort i Kreis Rendsburg-Eckernförde i förbundslandet Schleswig-Holstein i Tyskland.
Kommunen ingår i kommunalförbundet Amt Hohner Harde tillsammans med ytterligare 11 kommuner.